# Nikołaj Protopopow
Nikołaj Nikołajewicz Protopopow, ros. Николай Николаевич Протопопов (ur. 18 grudnia 1921 r. we wsi Gakovo w Królestwie SHS, zm. 7 stycznia 1997 r. w Santa Rosa) – młodszy oficer Rosyjskiego Korpusu Ochronnego podczas II wojny światowej, emigracyjny publicysta oraz działacz kombatancki, społeczny i religijny
Jego rodzina w 1920 r. zamieszkała w Królestwie SHS. Nikołaj N. Protopopow ukończył doński korpus kadetów imperatora Aleksandra III, zaś w 1940 r. rosyjsko-serbskie gimnazjum w Belgradzie. Następnie rozpoczął naukę w jugosłowiańskiej królewskiej akademii wojskowej, ale nie ukończył jej z powodu ataku wojsk niemieckich na Jugosławię w kwietniu 1941 r. Dostał się do niewoli z grupą junkrów i został osadzony w obozie jenieckim. W 1942 r. został wypuszczony na wolność, po czym wraz ze swoim ojcem i młodszym bratem (obaj potem zginęli) wstąpił do Rosyjskiego Korpusu Ochotniczego. Dostał stopień podporucznika. W lutym 1945 r. został odkomenderowany na szkolenie do oficerskiej szkoły ROA w Münsingen. Po zakończeniu wojny znalazł się w Czechosłowacji, skąd przedostał się do zachodnich Niemiec. Do 1947 r. mieszkał w Monachium, gdzie wykładał na wydziale leśnym międzynarodowego uniwersytetu. Współpracował też z UNRRA. Następnie wyjechał do Belgii, pracując krótko jako górnik. W 1948 r. wyemigrował do Argentyny, gdzie pracował kolejno w firmie budowlanej, finansowej i przetwórstwa rybnego. Od 1964 r. mieszkał w USA. Został nauczycielem języka i literatury rosyjskiej w Syracuse. W 1968 r. ukończył tamtejszy uniwersytet na wydziale literatury rosyjskiej. W 1970 r. zamieszkał w Monterrey, ucząc prywatnie. W 1976 r. objął funkcję wydawcy i redaktora głównego pisma "Наши вести", będącego organem prasowym Związku  Żołnierzy Rosyjskiego Korpusu. Był aktywnym działaczem tej organizacji. Jednocześnie redagował pismo "Терский казак". Utworzył kolekcję emigracyjnych pism, gazet i książek rosyjskich, które przekazał bibliotece Monastyru Swiato-Troickiego w Jordanville. Był członkiem Stowarzyszenia Kadetów Rosyjskich Korpusów Kadetów, Rosyjskiej Cerkwi Prawosławnej za Granicą i szeregu organizacji kozackich. W 1981 r. objął funkcję atamana Kozaków terskich, od 1990 r. pod oficjalną nazwą atamana Wojska Terskiego za Granicą. Pod koniec życia próbował przenieść do Rosji działalność emigracyjnych organizacji kombatanckich. 
Po jego śmierci został opublikowany w 1999 r. II tom zbioru "Русский Корпус на Балканах во время Второй Великой войны 1941-1945 гг.", którego był współautorem.